# Hexacentrus unicolor
Hexacentrus unicolor är en insektsart som beskrevs av Jean Guillaume Audinet Serville 1831. Hexacentrus unicolor ingår i släktet Hexacentrus och familjen vårtbitare. Inga underarter finns listade i Catalogue of Life.